# Egy kis malac
Az Egy kis malac egy mari (cseremisz) népdal. A mari és a legősibb magyar népdalok rokonságban állnak egymással.
Feldolgozás:
| Szerző         | Mire                | Mű                           |
| -------------- | ------------------- | ---------------------------- |
| Rezessy László | ének, zongora       | Pianoforte II., 2. dal       |
| Ludvig József  | ének, gitárakkordok | Kis kacsa fürdik…, 23. oldal |

## Kotta és dallam
| Egy kis malac, röf- röf- röf, Trombitálgat, töf- töf- töf, Trombitája víg ormánya , földet túrja, döf- döf- döf. | Jön az öreg, meglátja, Örvendezve kiáltja: Rajta fiam, röf- röf- röf- röf Apád is így csinálja! | Most már együtt zenélnek, Kukoricán megélnek, Töf-töf-töf-töf, röf-röf-röf-röf, Ezek ám a legények! |

## Felvételek
- Egy kis malac. www.gyermeksziget.hu (Hozzáférés: 2016. december 27.) (audió) arch
- Egy kis malac. Ovitévé  YouTube (2015. március 2.)  (Hozzáférés: 2016. december 27.) (videó)